# والنتین پیمنتل
والنتین پیمنتل (انگلیسی: Valentín Pimentel؛ زادهٔ ۳۰ مهٔ ۱۹۹۱) بازیکن فوتبال اهل پاناما است.
وی ۱۹ بازی برای تیم ملی فوتبال پاناما انجام داده است.